# Coupe de Césarée

La coupe de Césarée (numéro d'inventaire Br 4391 (MND 2249)) est une coupe en bronze datée du IVe siècle de notre ère, considérée comme un chef-d'œuvre de l'Antiquité tardive. Elle commémore la fondation de Césarée de Palestine, d'où le nom qui lui est traditionnellement donné. Acquise par le musée du Louvre en 1962, elle est présentée dans les nouveaux espaces du musée consacrés à l’Orient méditerranéen dans l’Empire romain.

## Description
La coupe se présente comme un bol cylindrique à fond concave doté d'un pied annulaire. Réalisée en bronze incrusté de fines feuilles d'argent et d'alliages cuivreux sur lesquelles les détails ont été incisés, elle offrait initialement une belle polychromie d'or, de rouge et de noir. Le soin apporté à l'exécution et la qualité de son décor laissent supposer qu'il s'agissait d'une commande officielle. La coupe est datée du IVe siècle sur la base de critères stylistiques et techniques. 
Le décor se compose de quatre tableaux successifs, commentés par des légendes en latin, racontant la fondation de Césarée de Palestine, dite aussi Césarée Maritime, par Straton Ier, roi phénicien de Sidon :
- consultation de l'oracle d'Apollon ;
- débarquement des navires sur la côte sauvage de Palestine ;
- fondation de la ville et introduction du culte d'Eshmoun, assimilé par les Grecs à Asclépios ;
- célébration des jeux sacrés et offrande à Tyché (la Fortune).

Les circonstances de la découverte de la coupe ne sont pas connues, mais son apparition sur le marché de l'art à Beyrouth au Liban et le caractère local du sujet représenté plaident en faveur d'une production de la province romaine de Palestine.